# U-17-Handball-Europameisterschaft der Frauen 2009
Die 9. U-17-Handball-Europameisterschaft der Frauen wurde vom 25. Juni bis 5. Juli 2009 in Serbien ausgetragen. Veranstalter war die Europäische Handballföderation (EHF). Dänemark gewann zum zweiten Mal diesen Wettbewerb.

## Vorrunde
In der Vorrunde spielte jede Mannschaft einer Gruppe einmal gegen jedes andere Team in der gleichen Gruppe. Die jeweils besten zwei Mannschaften jeder Gruppe qualifizierten sich für die Hauptrunde, die Gruppendritten und Gruppenvierten qualifizierten sich für die Zwischenrunde.

### Gruppe A
| Pl. | Land       | Sp. | S | U | N | Tore    | Diff. | Punkte |
| --- | ---------- | --- | - | - | - | ------- | ----- | ------ |
| 1.  | Dänemark   | 3   | 3 | 0 | 0 | 086:640 | +22   | 06:00  |
| 2.  | Russland   | 3   | 2 | 0 | 1 | 097:780 | +19   | 04:20  |
| 3.  | Rumänien   | 3   | 1 | 0 | 2 | 068:820 | −14   | 02:40  |
| 4.  | Tschechien | 3   | 0 | 0 | 3 | 065:920 | −27   | 00:60  |

| 25. Juni 2009 14:00 Uhr | Russland                                           | 35:24        | Tschechien                      | Sportska hala Vrnjačka Banja, Vrnjačka Banja Zuschauer: 300 Schiedsrichter: Marija Ilieva, Silvana Karbeska |
| 25. Juni 2009 14:00 Uhr | meiste Tore: Xenija Milowa, Weronika Garanina je 7 | (17:7)       | meiste Tore: Tereza Kubáčková 5 | Sportska hala Vrnjačka Banja, Vrnjačka Banja Zuschauer: 300 Schiedsrichter: Marija Ilieva, Silvana Karbeska |
| 25. Juni 2009 14:00 Uhr | Strafen: 3× 5×                                     | Spielbericht | Strafen: 3× 4×                  | Sportska hala Vrnjačka Banja, Vrnjačka Banja Zuschauer: 300 Schiedsrichter: Marija Ilieva, Silvana Karbeska |

| 25. Juni 2009 16:00 Uhr | Dänemark                        | 26:17        | Rumänien                                              | Sportska hala Vrnjačka Banja, Vrnjačka Banja Zuschauer: 300 Schiedsrichter: Bartosz Leszczyński, Marcin Piechota |
| 25. Juni 2009 16:00 Uhr | meiste Tore: Louise Burgaard 11 | (12:9)       | meiste Tore: Alexandra Pavalache, Eliza Buceschi je 4 | Sportska hala Vrnjačka Banja, Vrnjačka Banja Zuschauer: 300 Schiedsrichter: Bartosz Leszczyński, Marcin Piechota |
| 25. Juni 2009 16:00 Uhr | Strafen: 3× 2×                  | Spielbericht | Strafen: 3×                                           | Sportska hala Vrnjačka Banja, Vrnjačka Banja Zuschauer: 300 Schiedsrichter: Bartosz Leszczyński, Marcin Piechota |

| 27. Juni 2009 14:00 Uhr | Rumänien                      | 23:35        | Russland                     | Sportska hala Vrnjačka Banja, Vrnjačka Banja Zuschauer: 350 Schiedsrichter: Andrej Nowykow, Ruslan Perepilitsy |
| 27. Juni 2009 14:00 Uhr | meiste Tore: Eliza Buceschi 9 | (11:15)      | meiste Tore: Xenija Milowa 8 | Sportska hala Vrnjačka Banja, Vrnjačka Banja Zuschauer: 350 Schiedsrichter: Andrej Nowykow, Ruslan Perepilitsy |
| 27. Juni 2009 14:00 Uhr | Strafen: 3× 8×                | Spielbericht | Strafen: 2× 6×               | Sportska hala Vrnjačka Banja, Vrnjačka Banja Zuschauer: 350 Schiedsrichter: Andrej Nowykow, Ruslan Perepilitsy |

| 27. Juni 2009 16:00 Uhr | Tschechien                       | 20:29        | Dänemark                       | Sportska hala Vrnjačka Banja, Vrnjačka Banja Zuschauer: 300 Schiedsrichter: Emil Aghakishi, Ernest Aghakishi |
| 27. Juni 2009 16:00 Uhr | meiste Tore: Tereza Kubáčková 10 | (10:14)      | meiste Tore: Louise Burgaard 7 | Sportska hala Vrnjačka Banja, Vrnjačka Banja Zuschauer: 300 Schiedsrichter: Emil Aghakishi, Ernest Aghakishi |
| 27. Juni 2009 16:00 Uhr | Strafen: 3×                      | Spielbericht | Strafen: 3× 7×                 | Sportska hala Vrnjačka Banja, Vrnjačka Banja Zuschauer: 300 Schiedsrichter: Emil Aghakishi, Ernest Aghakishi |

| 28. Juni 2009 14:00 Uhr | Russland                     | 27:31        | Dänemark                       | Sportska hala Vrnjačka Banja, Vrnjačka Banja Zuschauer: 400 Schiedsrichter: Marija Ilieva, Silvana Karbeska |
| 28. Juni 2009 14:00 Uhr | meiste Tore: Xenija Milowa 8 | (13:17)      | meiste Tore: Louise Burgaard 9 | Sportska hala Vrnjačka Banja, Vrnjačka Banja Zuschauer: 400 Schiedsrichter: Marija Ilieva, Silvana Karbeska |
| 28. Juni 2009 14:00 Uhr | Strafen: 3× 2×               | Spielbericht | Strafen: 3×                    | Sportska hala Vrnjačka Banja, Vrnjačka Banja Zuschauer: 400 Schiedsrichter: Marija Ilieva, Silvana Karbeska |

| 28. Juni 2009 16:00 Uhr | Tschechien                         | 21:28        | Rumänien                       | Sportska hala Vrnjačka Banja, Vrnjačka Banja Zuschauer: 300 Schiedsrichter: Bartosz Leszczyński, Marcin Piechota |
| 28. Juni 2009 16:00 Uhr | meiste Tore: Michaela Janoušková 5 | (8:10)       | meiste Tore: Eliza Buceschi 11 | Sportska hala Vrnjačka Banja, Vrnjačka Banja Zuschauer: 300 Schiedsrichter: Bartosz Leszczyński, Marcin Piechota |
| 28. Juni 2009 16:00 Uhr | Strafen: 3×                        | Spielbericht | Strafen: 3× 5×                 | Sportska hala Vrnjačka Banja, Vrnjačka Banja Zuschauer: 300 Schiedsrichter: Bartosz Leszczyński, Marcin Piechota |

### Gruppe B
| Pl. | Land        | Sp. | S | U | N | Tore    | Diff. | Punkte |
| --- | ----------- | --- | - | - | - | ------- | ----- | ------ |
| 1.  | Schweden    | 3   | 3 | 0 | 0 | 097:880 | +9    | 06:00  |
| 2.  | Niederlande | 3   | 2 | 0 | 1 | 094:810 | +13   | 04:20  |
| 3.  | Kroatien    | 3   | 1 | 0 | 2 | 095:850 | +10   | 02:40  |
| 4.  | Slowakei    | 3   | 0 | 0 | 3 | 063:950 | −32   | 00:60  |

| 25. Juni 2009 18:00 Uhr | Kroatien                    | 29:35        | Niederlande                                | Sportska hala Vrnjačka Banja, Vrnjačka Banja Zuschauer: 500 Schiedsrichter: Duarte Santos, Ricardo Fonseca |
| 25. Juni 2009 18:00 Uhr | meiste Tore: Marija Milić 9 | (14:14)      | meiste Tore: Daisy Hage, Lois Abbingh je 8 | Sportska hala Vrnjačka Banja, Vrnjačka Banja Zuschauer: 500 Schiedsrichter: Duarte Santos, Ricardo Fonseca |
| 25. Juni 2009 18:00 Uhr | Strafen: 3× 5×              | Spielbericht | Strafen: 2× 4×                             | Sportska hala Vrnjačka Banja, Vrnjačka Banja Zuschauer: 500 Schiedsrichter: Duarte Santos, Ricardo Fonseca |

| 25. Juni 2009 20:45 Uhr | Slowakei                       | 26:32        | Schweden                    | Sportska hala Vrnjačka Banja, Vrnjačka Banja Zuschauer: 400 Schiedsrichter: Emil Aghakishi, Ernest Aghakishi |
| 25. Juni 2009 20:45 Uhr | meiste Tore: Simona Szarková 8 | (12:15)      | meiste Tore: Maria Adler 12 | Sportska hala Vrnjačka Banja, Vrnjačka Banja Zuschauer: 400 Schiedsrichter: Emil Aghakishi, Ernest Aghakishi |
| 25. Juni 2009 20:45 Uhr | Strafen: 2× 3×                 | Spielbericht | Strafen: 3× 4×              | Sportska hala Vrnjačka Banja, Vrnjačka Banja Zuschauer: 400 Schiedsrichter: Emil Aghakishi, Ernest Aghakishi |

| 27. Juni 2009 18:00 Uhr | Schweden                    | 32:30        | Kroatien                     | Sportska hala Vrnjačka Banja, Vrnjačka Banja Zuschauer: 400 Schiedsrichter: Bartosz Leszczyński, Marcin Piechota |
| 27. Juni 2009 18:00 Uhr | meiste Tore: Linn Larsson 9 | (18:13)      | meiste Tore: Marija Milić 11 | Sportska hala Vrnjačka Banja, Vrnjačka Banja Zuschauer: 400 Schiedsrichter: Bartosz Leszczyński, Marcin Piechota |
| 27. Juni 2009 18:00 Uhr | Strafen: 3×                 | Spielbericht | Strafen: 3× 2×               | Sportska hala Vrnjačka Banja, Vrnjačka Banja Zuschauer: 400 Schiedsrichter: Bartosz Leszczyński, Marcin Piechota |

| 27. Juni 2009 20:00 Uhr | Niederlande                 | 27:19        | Slowakei                                                             | Sportska hala Vrnjačka Banja, Vrnjačka Banja Zuschauer: 300 Schiedsrichter: Marija Ilieva, Silvana Karbeska |
| 27. Juni 2009 20:00 Uhr | meiste Tore: Lois Abbingh 8 | (15:12)      | meiste Tore: Simona Szarková, Eva Minarčíková, Monika Rajnohová je 4 | Sportska hala Vrnjačka Banja, Vrnjačka Banja Zuschauer: 300 Schiedsrichter: Marija Ilieva, Silvana Karbeska |
| 27. Juni 2009 20:00 Uhr | Strafen: 3× 5×              | Spielbericht | Strafen: 2× 5×                                                       | Sportska hala Vrnjačka Banja, Vrnjačka Banja Zuschauer: 300 Schiedsrichter: Marija Ilieva, Silvana Karbeska |

| 28. Juni 2009 18:00 Uhr | Kroatien                                      | 36:18        | Slowakei                       | Sportska hala Vrnjačka Banja, Vrnjačka Banja Zuschauer: 400 Schiedsrichter: Duarte Santos, Ricardo Fonseca |
| 28. Juni 2009 18:00 Uhr | meiste Tore: Marija Milić, Lea Vukojević je 5 | (15:7)       | meiste Tore: Simona Szarková 5 | Sportska hala Vrnjačka Banja, Vrnjačka Banja Zuschauer: 400 Schiedsrichter: Duarte Santos, Ricardo Fonseca |
| 28. Juni 2009 18:00 Uhr | Strafen: 3× 6×                                | Spielbericht | Strafen: 3× 5×                 | Sportska hala Vrnjačka Banja, Vrnjačka Banja Zuschauer: 400 Schiedsrichter: Duarte Santos, Ricardo Fonseca |

| 28. Juni 2009 20:00 Uhr | Niederlande                | 32:33        | Schweden                    | Sportska hala Vrnjačka Banja, Vrnjačka Banja Zuschauer: 500 Schiedsrichter: Andrej Nowykow, Ruslan Perepilitsy |
| 28. Juni 2009 20:00 Uhr | meiste Tore: Daisy Hage 13 | (16:17)      | meiste Tore: Linn Larsson 7 | Sportska hala Vrnjačka Banja, Vrnjačka Banja Zuschauer: 500 Schiedsrichter: Andrej Nowykow, Ruslan Perepilitsy |
| 28. Juni 2009 20:00 Uhr | Strafen: 3×                | Spielbericht | Strafen: 3×                 | Sportska hala Vrnjačka Banja, Vrnjačka Banja Zuschauer: 500 Schiedsrichter: Andrej Nowykow, Ruslan Perepilitsy |

### Gruppe C
| Pl. | Land       | Sp. | S | U | N | Tore     | Diff. | Punkte |
| --- | ---------- | --- | - | - | - | -------- | ----- | ------ |
| 1.  | Frankreich | 3   | 3 | 0 | 0 | 0107:780 | +29   | 06:00  |
| 2.  | Ungarn     | 3   | 2 | 0 | 1 | 0122:890 | +33   | 04:20  |
| 3.  | Litauen    | 3   | 1 | 0 | 2 | 096:1020 | −6    | 02:40  |
| 4.  | Mazedonien | 3   | 0 | 0 | 3 | 068:1240 | −56   | 00:60  |

| 25. Juni 2009 14:00 Uhr | Frankreich                       | 38:20        | Mazedonien                      | Hala Čair, Niš Zuschauer: 150 Schiedsrichter: Rositza Dimkova, Yordanka Lyubenova |
| 25. Juni 2009 14:00 Uhr | meiste Tore: Coralie Lassource 9 | (18:9)       | meiste Tore: Monika Ristovska 6 | Hala Čair, Niš Zuschauer: 150 Schiedsrichter: Rositza Dimkova, Yordanka Lyubenova |
| 25. Juni 2009 14:00 Uhr | Strafen: 3×                      | Spielbericht | Strafen: 2× 8×                  | Hala Čair, Niš Zuschauer: 150 Schiedsrichter: Rositza Dimkova, Yordanka Lyubenova |

| 25. Juni 2009 16:00 Uhr | Ungarn                         | 42:32        | Litauen                            | Hala Čair, Niš Zuschauer: 150 Schiedsrichter: Amar Konjičanin, Dino Konjičanin |
| 25. Juni 2009 16:00 Uhr | meiste Tore: Kinga Klivinyi 13 | (16:17)      | meiste Tore: Diana Šatkauskaitė 11 | Hala Čair, Niš Zuschauer: 150 Schiedsrichter: Amar Konjičanin, Dino Konjičanin |
| 25. Juni 2009 16:00 Uhr | Strafen: 3× 5×                 | Spielbericht | Strafen: 3× 10× 1×                 | Hala Čair, Niš Zuschauer: 150 Schiedsrichter: Amar Konjičanin, Dino Konjičanin |

| 27. Juni 2009 14:00 Uhr | Litauen                             | 28:36        | Frankreich                       | Hala Čair, Niš Zuschauer: 200 Schiedsrichter: Michal Baďura, Jaroslav Ondogrecula |
| 27. Juni 2009 14:00 Uhr | meiste Tore: Deimantė Bagdonaitė 13 | (14:15)      | meiste Tore: Sabrina Abdellahi 8 | Hala Čair, Niš Zuschauer: 200 Schiedsrichter: Michal Baďura, Jaroslav Ondogrecula |
| 27. Juni 2009 14:00 Uhr | Strafen: 1× 8×                      | Spielbericht | Strafen: 2× 4×                   | Hala Čair, Niš Zuschauer: 200 Schiedsrichter: Michal Baďura, Jaroslav Ondogrecula |

| 27. Juni 2009 16:00 Uhr | Mazedonien                                              | 24:50        | Ungarn                       | Hala Čair, Niš Zuschauer: 150 Schiedsrichter: Diana Carmen Florescu, Anamaria Duţă |
| 27. Juni 2009 16:00 Uhr | meiste Tore: Monika Ristovska, Viktorija Murgovska je 4 | (8:23)       | meiste Tore: Orsolya Tóth 10 | Hala Čair, Niš Zuschauer: 150 Schiedsrichter: Diana Carmen Florescu, Anamaria Duţă |
| 27. Juni 2009 16:00 Uhr | Strafen: 3× 8×                                          | Spielbericht | Strafen: 2×                  | Hala Čair, Niš Zuschauer: 150 Schiedsrichter: Diana Carmen Florescu, Anamaria Duţă |

| 28. Juni 2009 14:00 Uhr | Frankreich                    | 33:30        | Ungarn                        | Hala Čair, Niš Zuschauer: 50 Schiedsrichter: Andrei Kaweschnikow, Petr Plotnikow |
| 28. Juni 2009 14:00 Uhr | meiste Tore: Audrey Bruneau 8 | (18:12)      | meiste Tore: Kinga Klivinyi 9 | Hala Čair, Niš Zuschauer: 50 Schiedsrichter: Andrei Kaweschnikow, Petr Plotnikow |
| 28. Juni 2009 14:00 Uhr | Strafen: 3× 5×                | Spielbericht | Strafen: 3× 4×                | Hala Čair, Niš Zuschauer: 50 Schiedsrichter: Andrei Kaweschnikow, Petr Plotnikow |

| 28. Juni 2009 16:00 Uhr | Mazedonien                       | 24:36        | Litauen                        | Hala Čair, Niš Zuschauer: 100 Schiedsrichter: Diana Carmen Florescu, Anamaria Duţă |
| 28. Juni 2009 16:00 Uhr | meiste Tore: Monika Ristovska 12 | (10:16)      | meiste Tore: Rasa Mikalonytė 9 | Hala Čair, Niš Zuschauer: 100 Schiedsrichter: Diana Carmen Florescu, Anamaria Duţă |
| 28. Juni 2009 16:00 Uhr | Strafen: 3× 4×                   | Spielbericht | Strafen: 3× 5×                 | Hala Čair, Niš Zuschauer: 100 Schiedsrichter: Diana Carmen Florescu, Anamaria Duţă |

### Gruppe D
| Pl. | Land        | Sp. | S | U | N | Tore    | Diff. | Punkte |
| --- | ----------- | --- | - | - | - | ------- | ----- | ------ |
| 1.  | Norwegen    | 3   | 2 | 1 | 0 | 085:690 | +16   | 05:10  |
| 2.  | Spanien     | 3   | 2 | 0 | 1 | 084:760 | +8    | 04:20  |
| 3.  | Serbien     | 3   | 1 | 1 | 1 | 078:840 | −6    | 03:30  |
| 4.  | Deutschland | 3   | 0 | 0 | 3 | 074:920 | −18   | 00:60  |

| 25. Juni 2009 18:45 Uhr | Spanien                             | 30:23        | Serbien                     | Hala Čair, Niš Zuschauer: 330 Schiedsrichter: Diana Carmen Florescu, Anamaria Duţă |
| 25. Juni 2009 18:45 Uhr | meiste Tore: Lara González Ortega 8 | (16:8)       | meiste Tore: Nina Ribičić 5 | Hala Čair, Niš Zuschauer: 330 Schiedsrichter: Diana Carmen Florescu, Anamaria Duţă |
| 25. Juni 2009 18:45 Uhr | Strafen: 3× 4×                      | Spielbericht | Strafen: 3× 4× 1×           | Hala Čair, Niš Zuschauer: 330 Schiedsrichter: Diana Carmen Florescu, Anamaria Duţă |

| 25. Juni 2009 20:45 Uhr | Norwegen                                                        | 33:19        | Deutschland                                        | Hala Čair, Niš Zuschauer: 250 Schiedsrichter: Michal Baďura, Jaroslav Ondogrecula |
| 25. Juni 2009 20:45 Uhr | meiste Tore: Anette Helene Hansen, Lise Glosimot Kjelsberg je 6 | (17:9)       | meiste Tore: Anne Hubinger, Shenia Minevskaja je 5 | Hala Čair, Niš Zuschauer: 250 Schiedsrichter: Michal Baďura, Jaroslav Ondogrecula |
| 25. Juni 2009 20:45 Uhr | Strafen: 2× 5× 1×                                               | Spielbericht | Strafen: 3× 4×                                     | Hala Čair, Niš Zuschauer: 250 Schiedsrichter: Michal Baďura, Jaroslav Ondogrecula |

| 27. Juni 2009 18:00 Uhr | Deutschland                      | 27:30        | Spanien                           | Hala Čair, Niš Zuschauer: 300 Schiedsrichter: Andrei Kaweschnikow, Petr Plotnikow |
| 27. Juni 2009 18:00 Uhr | meiste Tore: Shenia Minevskaja 6 | (11:11)      | meiste Tore: Paula García Ávila 7 | Hala Čair, Niš Zuschauer: 300 Schiedsrichter: Andrei Kaweschnikow, Petr Plotnikow |
| 27. Juni 2009 18:00 Uhr | Strafen: 2× 5×                   | Spielbericht | Strafen: 2×                       | Hala Čair, Niš Zuschauer: 300 Schiedsrichter: Andrei Kaweschnikow, Petr Plotnikow |

| 27. Juni 2009 20:00 Uhr | Serbien                                        | 26:26        | Norwegen                       | Hala Čair, Niš Zuschauer: 480 Schiedsrichter: Rositza Dimkova, Yordanka Lyubenova |
| 27. Juni 2009 20:00 Uhr | meiste Tore: Nina Ribičić, Tamara Tomanić je 6 | (14:16)      | meiste Tore: Marie Henriksen 4 | Hala Čair, Niš Zuschauer: 480 Schiedsrichter: Rositza Dimkova, Yordanka Lyubenova |
| 27. Juni 2009 20:00 Uhr | Strafen: 3× 4×                                 | Spielbericht | Strafen: 2× 7×                 | Hala Čair, Niš Zuschauer: 480 Schiedsrichter: Rositza Dimkova, Yordanka Lyubenova |

| 28. Juni 2009 18:00 Uhr | Spanien                             | 24:26        | Norwegen                      | Hala Čair, Niš Zuschauer: 250 Schiedsrichter: Amar Konjičanin, Dino Konjičanin |
| 28. Juni 2009 18:00 Uhr | meiste Tore: Lara González Ortega 8 | (12:17)      | meiste Tore: Stine Skogrand 6 | Hala Čair, Niš Zuschauer: 250 Schiedsrichter: Amar Konjičanin, Dino Konjičanin |
| 28. Juni 2009 18:00 Uhr | Strafen: 2× 1×                      | Spielbericht | Strafen: 3× 6× 1×             | Hala Čair, Niš Zuschauer: 250 Schiedsrichter: Amar Konjičanin, Dino Konjičanin |

| 28. Juni 2009 20:00 Uhr | Serbien                     | 29:28        | Deutschland                                        | Hala Čair, Niš Zuschauer: 500 Schiedsrichter: Michal Baďura, Jaroslav Ondogrecula |
| 28. Juni 2009 20:00 Uhr | meiste Tore: Marija Lukić 7 | (16:16)      | meiste Tore: Anne Hubinger, Shenia Minevskaja je 8 | Hala Čair, Niš Zuschauer: 500 Schiedsrichter: Michal Baďura, Jaroslav Ondogrecula |
| 28. Juni 2009 20:00 Uhr | Strafen: 2× 4× 1×           | Spielbericht | Strafen: 3× 5×                                     | Hala Čair, Niš Zuschauer: 500 Schiedsrichter: Michal Baďura, Jaroslav Ondogrecula |

## Hauptrunde
In dieser Runde nahmen die erst- und zweitplatzierten Teams aus der Vorrunde teil. Die Ergebnisse gegen Vorrundengegner wurden mit in die Zwischenrunde genommen.

### Gruppe I
| Pl. | Land        | Sp. | S | U | N | Tore    | Diff. | Punkte |
| --- | ----------- | --- | - | - | - | ------- | ----- | ------ |
| 1.  | Dänemark    | 3   | 3 | 0 | 0 | 097:690 | +28   | 06:00  |
| 2.  | Russland    | 3   | 2 | 0 | 1 | 086:820 | +4    | 04:20  |
| 3.  | Schweden    | 3   | 1 | 0 | 2 | 082:930 | −11   | 02:40  |
| 4.  | Niederlande | 3   | 0 | 0 | 3 | 076:970 | −21   | 00:60  |

| 30. Juni 2009 18:00 Uhr | Niederlande                 | 19:32        | Dänemark                                           | Sportska hala Vrnjačka Banja, Vrnjačka Banja Zuschauer: 500 Schiedsrichter: Bartosz Leszczyński, Marcin Piechota |
| 30. Juni 2009 18:00 Uhr | meiste Tore: Lois Abbingh 5 | (8:10)       | meiste Tore: Rie Ebbesen, Anne Mette Pedersen je 7 | Sportska hala Vrnjačka Banja, Vrnjačka Banja Zuschauer: 500 Schiedsrichter: Bartosz Leszczyński, Marcin Piechota |
| 30. Juni 2009 18:00 Uhr | Strafen: 3× 4×              | Spielbericht | Strafen: 3×                                        | Sportska hala Vrnjačka Banja, Vrnjačka Banja Zuschauer: 500 Schiedsrichter: Bartosz Leszczyński, Marcin Piechota |

| 30. Juni 2009 20:00 Uhr | Russland                       | 27:26        | Schweden                   | Sportska hala Vrnjačka Banja, Vrnjačka Banja Zuschauer: 250 Schiedsrichter: Duarte Santos, Ricardo Fonseca |
| 30. Juni 2009 20:00 Uhr | meiste Tore: Wiktorija Diwak 9 | (13:12)      | meiste Tore: Maria Adler 9 | Sportska hala Vrnjačka Banja, Vrnjačka Banja Zuschauer: 250 Schiedsrichter: Duarte Santos, Ricardo Fonseca |
| 30. Juni 2009 20:00 Uhr | Strafen: 3× 7× 1×              | Spielbericht | Strafen: 3× 6×             | Sportska hala Vrnjačka Banja, Vrnjačka Banja Zuschauer: 250 Schiedsrichter: Duarte Santos, Ricardo Fonseca |

| 1. Juli 2009 18:00 Uhr | Russland                      | 32:25        | Niederlande                    | Sportska hala Vrnjačka Banja, Vrnjačka Banja Zuschauer: 400 Schiedsrichter: Andrej Nowykow, Ruslan Perepilitsy |
| 1. Juli 2009 18:00 Uhr | meiste Tore: Xenija Milowa 10 | (18:10)      | meiste Tore: Estavana Polman 7 | Sportska hala Vrnjačka Banja, Vrnjačka Banja Zuschauer: 400 Schiedsrichter: Andrej Nowykow, Ruslan Perepilitsy |
| 1. Juli 2009 18:00 Uhr | Strafen: 2× 7× 1×             | Spielbericht | Strafen: 2× 1×                 | Sportska hala Vrnjačka Banja, Vrnjačka Banja Zuschauer: 400 Schiedsrichter: Andrej Nowykow, Ruslan Perepilitsy |

| 1. Juli 2009 20:00 Uhr | Dänemark                   | 34:23        | Schweden                      | Sportska hala Vrnjačka Banja, Vrnjačka Banja Zuschauer: 450 Schiedsrichter: Marija Ilieva, Silvana Karbeska |
| 1. Juli 2009 20:00 Uhr | meiste Tore: Rie Ebbesen 5 | (18:10)      | meiste Tore: Linnéa Claeson 7 | Sportska hala Vrnjačka Banja, Vrnjačka Banja Zuschauer: 450 Schiedsrichter: Marija Ilieva, Silvana Karbeska |
| 1. Juli 2009 20:00 Uhr | Strafen: 3× 1×             | Spielbericht | Strafen: 3× 4×                | Sportska hala Vrnjačka Banja, Vrnjačka Banja Zuschauer: 450 Schiedsrichter: Marija Ilieva, Silvana Karbeska |

### Gruppe II
| Pl. | Land       | Sp. | S | U | N | Tore    | Diff. | Punkte |
| --- | ---------- | --- | - | - | - | ------- | ----- | ------ |
| 1.  | Frankreich | 3   | 2 | 1 | 0 | 092:820 | +10   | 05:10  |
| 2.  | Norwegen   | 3   | 2 | 0 | 1 | 080:840 | −4    | 04:20  |
| 3.  | Spanien    | 3   | 1 | 1 | 1 | 082:770 | +5    | 03:30  |
| 4.  | Ungarn     | 3   | 0 | 0 | 3 | 082:930 | −11   | 00:60  |

| 30. Juni 2009 14:00 Uhr | Spanien                                | 27:27        | Frankreich                     | Hala Čair, Niš Zuschauer: 200 Schiedsrichter: Andrei Kaweschnikow, Petr Plotnikow |
| 30. Juni 2009 14:00 Uhr | meiste Tore: Melania Falcón González 7 | (18:14)      | meiste Tore: Audrey Bruneau 10 | Hala Čair, Niš Zuschauer: 200 Schiedsrichter: Andrei Kaweschnikow, Petr Plotnikow |
| 30. Juni 2009 14:00 Uhr | Strafen: 2× 1×                         | Spielbericht | Strafen: 2×                    | Hala Čair, Niš Zuschauer: 200 Schiedsrichter: Andrei Kaweschnikow, Petr Plotnikow |

| 30. Juni 2009 16:00 Uhr | Ungarn                        | 28:29        | Norwegen                            | Hala Čair, Niš Zuschauer: 200 Schiedsrichter: Diana Carmen Florescu, Anamaria Duţă |
| 30. Juni 2009 16:00 Uhr | meiste Tore: Kinga Klivinyi 9 | (14:17)      | meiste Tore: Anette Helene Hansen 7 | Hala Čair, Niš Zuschauer: 200 Schiedsrichter: Diana Carmen Florescu, Anamaria Duţă |
| 30. Juni 2009 16:00 Uhr | Strafen: 3× 4×                | Spielbericht | Strafen: 3× 4× 1×                   | Hala Čair, Niš Zuschauer: 200 Schiedsrichter: Diana Carmen Florescu, Anamaria Duţă |

| 1. Juli 2009 14:00 Uhr | Ungarn                                      | 24:31        | Spanien                             | Hala Čair, Niš Zuschauer: 200 Schiedsrichter: Amar Konjičanin, Dino Konjičanin |
| 1. Juli 2009 14:00 Uhr | meiste Tore: Eszter Tóth, Orsolya Tóth je 5 | (12:12)      | meiste Tore: Lara González Ortega 9 | Hala Čair, Niš Zuschauer: 200 Schiedsrichter: Amar Konjičanin, Dino Konjičanin |
| 1. Juli 2009 14:00 Uhr | Strafen: 2× 7× 1×                           | Spielbericht | Strafen: 3× 1×                      | Hala Čair, Niš Zuschauer: 200 Schiedsrichter: Amar Konjičanin, Dino Konjičanin |

| 1. Juli 2009 16:00 Uhr | Frankreich                       | 25:20        | Norwegen                            | Hala Čair, Niš Zuschauer: 200 Schiedsrichter: Michal Baďura, Jaroslav Ondogrecula |
| 1. Juli 2009 16:00 Uhr | meiste Tore: Sabrina Abdellahi 9 | (15:12)      | meiste Tore: Anette Helene Hansen 6 | Hala Čair, Niš Zuschauer: 200 Schiedsrichter: Michal Baďura, Jaroslav Ondogrecula |
| 1. Juli 2009 16:00 Uhr | Strafen: 3× 6×                   | Spielbericht | Strafen: 3×                         | Hala Čair, Niš Zuschauer: 200 Schiedsrichter: Michal Baďura, Jaroslav Ondogrecula |

## Finalrunde

### Übersicht
|  | Halbfinale | Halbfinale | Halbfinale |  |          | Finale           | Finale           | Finale           |
|  |            |            |            |  |          |                  |                  |                  |
|  |            |            |            |  |          |                  |                  |                  |
|  |            | Dänemark   | 30         |  |          |                  |                  |                  |
|  |            | Norwegen   | 25         |  |          |                  |                  |                  |
|  |            |            |            |  | Dänemark | 24               |                  |                  |
|  |            |            |            |  |          | Russland         | 23               |                  |
|  |            | Frankreich | 28         |  |          |                  |                  |                  |
|  |            | Russland   | 39         |  |          | Spiel um Platz 3 | Spiel um Platz 3 | Spiel um Platz 3 |
|  |            |            |            |  |          |                  | Norwegen         | 42               |
|  |            | Frankreich | 28         |  |          |                  |                  |                  |
|  |            |            |            |  |          |                  |                  |                  |

### Halbfinale
| 3. Juli 2009 17:30 Uhr | Dänemark                           | 30:25        | Norwegen                         | Hala Čair, Niš Zuschauer: 300 Schiedsrichter: Andrej Nowykow, Ruslan Perepilitsy |
| 3. Juli 2009 17:30 Uhr | meiste Tore: Anne Mette Pedersen 8 | (14:12)      | meiste Tore: Cecilie Rasmussen 9 | Hala Čair, Niš Zuschauer: 300 Schiedsrichter: Andrej Nowykow, Ruslan Perepilitsy |
| 3. Juli 2009 17:30 Uhr | Strafen: 2× 1×                     | Spielbericht | Strafen: 3×                      | Hala Čair, Niš Zuschauer: 300 Schiedsrichter: Andrej Nowykow, Ruslan Perepilitsy |

| 3. Juli 2009 20:00 Uhr | Frankreich                    | 28:39        | Russland                     | Hala Čair, Niš Zuschauer: 200 Schiedsrichter: Bartosz Leszczyński, Marcin Piechota |
| 3. Juli 2009 20:00 Uhr | meiste Tore: Audrey Bruneau 9 | (15:13)      | meiste Tore: Xenija Milowa 8 | Hala Čair, Niš Zuschauer: 200 Schiedsrichter: Bartosz Leszczyński, Marcin Piechota |
| 3. Juli 2009 20:00 Uhr | Strafen: 3× 4×                | Spielbericht | Strafen: 3× 1×               | Hala Čair, Niš Zuschauer: 200 Schiedsrichter: Bartosz Leszczyński, Marcin Piechota |

### Spiel um Platz 3
| 5. Juli 2009 15:00 Uhr | Norwegen                    | 42:28        | Frankreich                    | Hala Čair, Niš Zuschauer: 800 Schiedsrichter: Marija Ilieva, Silvana Karbeska |
| 5. Juli 2009 15:00 Uhr | meiste Tore: Guro Størdal 8 | (20:14)      | meiste Tore: Audrey Bruneau 8 | Hala Čair, Niš Zuschauer: 800 Schiedsrichter: Marija Ilieva, Silvana Karbeska |
| 5. Juli 2009 15:00 Uhr | Strafen: 2×                 | Spielbericht | Strafen: 2× 1×                | Hala Čair, Niš Zuschauer: 800 Schiedsrichter: Marija Ilieva, Silvana Karbeska |

### Finale
| 5. Juli 2009 17:30 Uhr | Dänemark                                     | 24:23        | Russland                     | Hala Čair, Niš Zuschauer: 1000 Schiedsrichter: Duarte Santos, Ricardo Fonseca |
| 5. Juli 2009 17:30 Uhr | meiste Tore: Rie Ebbesen, Signe Sjølund je 5 | (10:16)      | meiste Tore: Xenija Milowa 8 | Hala Čair, Niš Zuschauer: 1000 Schiedsrichter: Duarte Santos, Ricardo Fonseca |
| 5. Juli 2009 17:30 Uhr | Strafen: 2× 1×                               | Spielbericht | Strafen: 2×                  | Hala Čair, Niš Zuschauer: 1000 Schiedsrichter: Duarte Santos, Ricardo Fonseca |

## Zwischenrunde
In dieser Runde nahmen die dritt- und viertplatzierten Teams aus der Vorrunde teil. Die Ergebnisse gegen Vorrundengegner wurden mit in die Zwischenrunde genommen.

### Gruppe III
| Pl. | Land       | Sp. | S | U | N | Tore     | Diff. | Punkte |
| --- | ---------- | --- | - | - | - | -------- | ----- | ------ |
| 1.  | Kroatien   | 3   | 3 | 0 | 0 | 0106:690 | +37   | 06:00  |
| 2.  | Rumänien   | 3   | 2 | 0 | 1 | 084:690  | +15   | 04:20  |
| 3.  | Tschechien | 3   | 1 | 0 | 2 | 071:880  | −17   | 02:40  |
| 4.  | Slowakei   | 3   | 0 | 0 | 3 | 056:910  | −35   | 00:60  |

| 30. Juni 2009 14:00 Uhr | Slowakei                        | 19:31        | Rumänien                       | Sportska hala Vrnjačka Banja, Vrnjačka Banja Zuschauer: 100 Schiedsrichter: Rositza Dimkova, Yordanka Lyubenova |
| 30. Juni 2009 14:00 Uhr | meiste Tore: Iveta Mičiníková 4 | (11:16)      | meiste Tore: Eliza Buceschi 12 | Sportska hala Vrnjačka Banja, Vrnjačka Banja Zuschauer: 100 Schiedsrichter: Rositza Dimkova, Yordanka Lyubenova |
| 30. Juni 2009 14:00 Uhr | Strafen: 2× 6× 1×               | Spielbericht | Strafen: 3× 10×                | Sportska hala Vrnjačka Banja, Vrnjačka Banja Zuschauer: 100 Schiedsrichter: Rositza Dimkova, Yordanka Lyubenova |

| 30. Juni 2009 16:00 Uhr | Tschechien                     | 26:41        | Kroatien                       | Sportska hala Vrnjačka Banja, Vrnjačka Banja Zuschauer: 200 Schiedsrichter: Andrej Nowykow, Ruslan Perepilitsy |
| 30. Juni 2009 16:00 Uhr | meiste Tore: Andrea Königová 7 | (10:23)      | meiste Tore: Katarina Ježić 11 | Sportska hala Vrnjačka Banja, Vrnjačka Banja Zuschauer: 200 Schiedsrichter: Andrej Nowykow, Ruslan Perepilitsy |
| 30. Juni 2009 16:00 Uhr | Strafen: 2× 4×                 | Spielbericht | Strafen: 2×                    | Sportska hala Vrnjačka Banja, Vrnjačka Banja Zuschauer: 200 Schiedsrichter: Andrej Nowykow, Ruslan Perepilitsy |

| 1. Juli 2009 14:00 Uhr | Tschechien                      | 24:19        | Slowakei                       | Sportska hala Vrnjačka Banja, Vrnjačka Banja Zuschauer: 100 Schiedsrichter: Duarte Santos, Ricardo Fonseca |
| 1. Juli 2009 14:00 Uhr | meiste Tore: Tereza Kubáčková 7 | (11:11)      | meiste Tore: Simona Szarková 8 | Sportska hala Vrnjačka Banja, Vrnjačka Banja Zuschauer: 100 Schiedsrichter: Duarte Santos, Ricardo Fonseca |
| 1. Juli 2009 14:00 Uhr | Strafen: 3×                     | Spielbericht | Strafen: 3×                    | Sportska hala Vrnjačka Banja, Vrnjačka Banja Zuschauer: 100 Schiedsrichter: Duarte Santos, Ricardo Fonseca |

| 1. Juli 2009 16:00 Uhr | Rumänien                           | 25:29        | Kroatien                     | Sportska hala Vrnjačka Banja, Vrnjačka Banja Zuschauer: 150 Schiedsrichter: Bartosz Leszczyński, Marcin Piechota |
| 1. Juli 2009 16:00 Uhr | meiste Tore: Alexandra Pavalache 8 | (10:14)      | meiste Tore: Azra Imamović 7 | Sportska hala Vrnjačka Banja, Vrnjačka Banja Zuschauer: 150 Schiedsrichter: Bartosz Leszczyński, Marcin Piechota |
| 1. Juli 2009 16:00 Uhr | Strafen: 3× 7×                     | Spielbericht | Strafen: 3× 4×               | Sportska hala Vrnjačka Banja, Vrnjačka Banja Zuschauer: 150 Schiedsrichter: Bartosz Leszczyński, Marcin Piechota |

### Gruppe IV
| Pl. | Land        | Sp. | S | U | N | Tore     | Diff. | Punkte |
| --- | ----------- | --- | - | - | - | -------- | ----- | ------ |
| 1.  | Serbien     | 3   | 3 | 0 | 0 | 096:790  | +17   | 06:00  |
| 2.  | Deutschland | 3   | 2 | 0 | 1 | 096:670  | +29   | 04:20  |
| 3.  | Litauen     | 3   | 1 | 0 | 2 | 084:940  | −10   | 02:40  |
| 4.  | Mazedonien  | 3   | 0 | 0 | 3 | 065:1010 | −36   | 00:60  |

| 30. Juni 2009 18:00 Uhr | Deutschland                       | 33:21        | Litauen                                                | Sportska hala Vrnjačka Banja, Vrnjačka Banja Zuschauer: 250 Schiedsrichter: Amar Konjičanin, Dino Konjičanin |
| 30. Juni 2009 18:00 Uhr | meiste Tore: Alexandra Mazzucco 7 | (17:9)       | meiste Tore: Rasa Mikalonytė, Deimantė Bagdonaitė je 7 | Sportska hala Vrnjačka Banja, Vrnjačka Banja Zuschauer: 250 Schiedsrichter: Amar Konjičanin, Dino Konjičanin |
| 30. Juni 2009 18:00 Uhr | Strafen: 3×                       | Spielbericht | Strafen: 2× 3×                                         | Sportska hala Vrnjačka Banja, Vrnjačka Banja Zuschauer: 250 Schiedsrichter: Amar Konjičanin, Dino Konjičanin |

| 30. Juni 2009 20:00 Uhr | Mazedonien                      | 24:30        | Serbien                     | Sportska hala Vrnjačka Banja, Vrnjačka Banja Zuschauer: 300 Schiedsrichter: Emil Aghakishi, Ernest Aghakishi |
| 30. Juni 2009 20:00 Uhr | meiste Tore: Monika Ristovska 9 | (11:16)      | meiste Tore: Marija Lukić 7 | Sportska hala Vrnjačka Banja, Vrnjačka Banja Zuschauer: 300 Schiedsrichter: Emil Aghakishi, Ernest Aghakishi |
| 30. Juni 2009 20:00 Uhr | Strafen: 2× 3×                  | Spielbericht | Strafen: 3× 2×              | Sportska hala Vrnjačka Banja, Vrnjačka Banja Zuschauer: 300 Schiedsrichter: Emil Aghakishi, Ernest Aghakishi |

| 1. Juli 2009 18:00 Uhr | Mazedonien                      | 17:35        | Deutschland                                                 | Sportska hala Vrnjačka Banja, Vrnjačka Banja Zuschauer: 200 Schiedsrichter: Andrei Kaweschnikow, Petr Plotnikow |
| 1. Juli 2009 18:00 Uhr | meiste Tore: Monika Ristovska 6 | (9:13)       | meiste Tore: Kaya Diehl, Lara Leuckefeld, Katrin Premm je 5 | Sportska hala Vrnjačka Banja, Vrnjačka Banja Zuschauer: 200 Schiedsrichter: Andrei Kaweschnikow, Petr Plotnikow |
| 1. Juli 2009 18:00 Uhr | Strafen: 2× 3×                  | Spielbericht | Strafen: 2× 3×                                              | Sportska hala Vrnjačka Banja, Vrnjačka Banja Zuschauer: 200 Schiedsrichter: Andrei Kaweschnikow, Petr Plotnikow |

| 1. Juli 2009 20:00 Uhr | Litauen                           | 27:37        | Serbien                          | Sportska hala Vrnjačka Banja, Vrnjačka Banja Zuschauer: 300 Schiedsrichter: Diana Carmen Florescu, Anamaria Duţă |
| 1. Juli 2009 20:00 Uhr | meiste Tore: Diana Šatkauskaitė 7 | (17:15)      | meiste Tore: Marija Obradović 12 | Sportska hala Vrnjačka Banja, Vrnjačka Banja Zuschauer: 300 Schiedsrichter: Diana Carmen Florescu, Anamaria Duţă |
| 1. Juli 2009 20:00 Uhr | Strafen: 2× 4×                    | Spielbericht | Strafen: 3× 4×                   | Sportska hala Vrnjačka Banja, Vrnjačka Banja Zuschauer: 300 Schiedsrichter: Diana Carmen Florescu, Anamaria Duţă |

## Platzierungsspiele

### Playoff um Platz 13–16
| 3. Juli 2009 12:30 Uhr | Tschechien                                           | 38:16        | Mazedonien                         | Sportska hala Vrnjačka Banja, Vrnjačka Banja Zuschauer: 100 Schiedsrichter: Rositza Dimkova, Yordanka Lyubenova |
| 3. Juli 2009 12:30 Uhr | meiste Tore: Tereza Kubáčková, Andrea Kulíšková je 8 | (16:8)       | meiste Tore: Viktorija Murgovska 4 | Sportska hala Vrnjačka Banja, Vrnjačka Banja Zuschauer: 100 Schiedsrichter: Rositza Dimkova, Yordanka Lyubenova |
| 3. Juli 2009 12:30 Uhr | Strafen: 2×                                          | Spielbericht | Strafen: 3× 4×                     | Sportska hala Vrnjačka Banja, Vrnjačka Banja Zuschauer: 100 Schiedsrichter: Rositza Dimkova, Yordanka Lyubenova |

| 3. Juli 2009 15:00 Uhr | Litauen                                                | 18:35        | Slowakei                       | Sportska hala Vrnjačka Banja, Vrnjačka Banja Zuschauer: 200 Schiedsrichter: Amar Konjičanin, Dino Konjičanin |
| 3. Juli 2009 15:00 Uhr | meiste Tore: Rasa Mikalonytė, Deimantė Bagdonaitė je 4 | (9:12)       | meiste Tore: Simona Szarková 9 | Sportska hala Vrnjačka Banja, Vrnjačka Banja Zuschauer: 200 Schiedsrichter: Amar Konjičanin, Dino Konjičanin |
| 3. Juli 2009 15:00 Uhr | Strafen: 3× 4×                                         | Spielbericht | Strafen: 3×                    | Sportska hala Vrnjačka Banja, Vrnjačka Banja Zuschauer: 200 Schiedsrichter: Amar Konjičanin, Dino Konjičanin |

#### Spiel um Platz 15
| 4. Juli 2009 12:30 Uhr | Mazedonien                     | 21:30        | Litauen                            | Sportska hala Vrnjačka Banja, Vrnjačka Banja Zuschauer: 100 Schiedsrichter: Emil Aghakishi, Ernest Aghakishi |
| 4. Juli 2009 12:30 Uhr | meiste Tore: Marija Nikolikj 5 | (10:17)      | meiste Tore: Diana Šatkauskaitė 12 | Sportska hala Vrnjačka Banja, Vrnjačka Banja Zuschauer: 100 Schiedsrichter: Emil Aghakishi, Ernest Aghakishi |
| 4. Juli 2009 12:30 Uhr | Strafen: 3×                    | Spielbericht | Strafen: 2× 3×                     | Sportska hala Vrnjačka Banja, Vrnjačka Banja Zuschauer: 100 Schiedsrichter: Emil Aghakishi, Ernest Aghakishi |

#### Spiel um Platz 13
| 4. Juli 2009 15:00 Uhr | Tschechien                                            | 24:29        | Slowakei                       | Sportska hala Vrnjačka Banja, Vrnjačka Banja Zuschauer: 200 Schiedsrichter: Marija Ilieva, Silvana Karbeska |
| 4. Juli 2009 15:00 Uhr | meiste Tore: Tereza Kubáčková, Karolina Pekařová je 4 | (12:13)      | meiste Tore: Simona Szarková 9 | Sportska hala Vrnjačka Banja, Vrnjačka Banja Zuschauer: 200 Schiedsrichter: Marija Ilieva, Silvana Karbeska |
| 4. Juli 2009 15:00 Uhr | Strafen: 3×                                           | Spielbericht | Strafen: 3× 4×                 | Sportska hala Vrnjačka Banja, Vrnjačka Banja Zuschauer: 200 Schiedsrichter: Marija Ilieva, Silvana Karbeska |

### Playoff um Platz 9–12
| 3. Juli 2009 17:30 Uhr | Kroatien                     | 24:36        | Deutschland                      | Sportska hala Vrnjačka Banja, Vrnjačka Banja Zuschauer: 500 Schiedsrichter: Marija Ilieva, Silvana Karbeska |
| 3. Juli 2009 17:30 Uhr | meiste Tore: Azra Imamović 7 | (12:17)      | meiste Tore: Shenia Minevskaja 8 | Sportska hala Vrnjačka Banja, Vrnjačka Banja Zuschauer: 500 Schiedsrichter: Marija Ilieva, Silvana Karbeska |
| 3. Juli 2009 17:30 Uhr | Strafen: 2× 3×               | Spielbericht | Strafen: 3× 5×                   | Sportska hala Vrnjačka Banja, Vrnjačka Banja Zuschauer: 500 Schiedsrichter: Marija Ilieva, Silvana Karbeska |

| 3. Juli 2009 20:00 Uhr | Serbien                         | 24:25        | Rumänien                      | Sportska hala Vrnjačka Banja, Vrnjačka Banja Zuschauer: 450 Schiedsrichter: Andrei Kaweschnikow, Petr Plotnikow |
| 3. Juli 2009 20:00 Uhr | meiste Tore: Marija Obradović 5 | (10:11)      | meiste Tore: Eliza Buceschi 7 | Sportska hala Vrnjačka Banja, Vrnjačka Banja Zuschauer: 450 Schiedsrichter: Andrei Kaweschnikow, Petr Plotnikow |
| 3. Juli 2009 20:00 Uhr | Strafen: 2× 1×                  | Spielbericht | Strafen: 3× 1×                | Sportska hala Vrnjačka Banja, Vrnjačka Banja Zuschauer: 450 Schiedsrichter: Andrei Kaweschnikow, Petr Plotnikow |

#### Spiel um Platz 11
| 4. Juli 2009 17:30 Uhr | Kroatien                                      | 32:27        | Serbien                        | Sportska hala Vrnjačka Banja, Vrnjačka Banja Zuschauer: 400 Schiedsrichter: Amar Konjičanin, Dino Konjičanin |
| 4. Juli 2009 17:30 Uhr | meiste Tore: Azra Imamović, Andrea Čović je 7 | (15:16)      | meiste Tore: Sandra Lapčević 7 | Sportska hala Vrnjačka Banja, Vrnjačka Banja Zuschauer: 400 Schiedsrichter: Amar Konjičanin, Dino Konjičanin |
| 4. Juli 2009 17:30 Uhr | Strafen: 3×                                   | Spielbericht | Strafen: 3× 2×                 | Sportska hala Vrnjačka Banja, Vrnjačka Banja Zuschauer: 400 Schiedsrichter: Amar Konjičanin, Dino Konjičanin |

#### Spiel um Platz 9
| 4. Juli 2009 20:00 Uhr | Deutschland                    | 31:26        | Rumänien                           | Sportska hala Vrnjačka Banja, Vrnjačka Banja Zuschauer: 250 Schiedsrichter: Andrei Kaweschnikow, Petr Plotnikow |
| 4. Juli 2009 20:00 Uhr | meiste Tore: Lara Leuckefeld 9 | (17:8)       | meiste Tore: Alexandra Pavalache 9 | Sportska hala Vrnjačka Banja, Vrnjačka Banja Zuschauer: 250 Schiedsrichter: Andrei Kaweschnikow, Petr Plotnikow |
| 4. Juli 2009 20:00 Uhr | Strafen: 2× 4×                 | Spielbericht | Strafen: 2× 5×                     | Sportska hala Vrnjačka Banja, Vrnjačka Banja Zuschauer: 250 Schiedsrichter: Andrei Kaweschnikow, Petr Plotnikow |

### Playoff um Platz 5–8
| 3. Juli 2009 12:30 Uhr | Schweden                                                        | 32:35        | Ungarn                     | Hala Čair, Niš Zuschauer: 150 Schiedsrichter: Michal Baďura, Jaroslav Ondogrecula |
| 3. Juli 2009 12:30 Uhr | meiste Tore: Maria Adler, Linn Larsson, Vanessa Tellenmark je 6 | (14:16)      | meiste Tore: Eszter Tóth 9 | Hala Čair, Niš Zuschauer: 150 Schiedsrichter: Michal Baďura, Jaroslav Ondogrecula |
| 3. Juli 2009 12:30 Uhr | Strafen: 3× 6×                                                  | Spielbericht | Strafen: 2× 6×             | Hala Čair, Niš Zuschauer: 150 Schiedsrichter: Michal Baďura, Jaroslav Ondogrecula |

| 3. Juli 2009 15:00 Uhr | Spanien                             | 29:31        | Niederlande               | Hala Čair, Niš Zuschauer: 300 Schiedsrichter: Diana Carmen Florescu, Anamaria Duţă |
| 3. Juli 2009 15:00 Uhr | meiste Tore: Lara González Ortega 8 | (16:15)      | meiste Tore: Daisy Hage 8 | Hala Čair, Niš Zuschauer: 300 Schiedsrichter: Diana Carmen Florescu, Anamaria Duţă |
| 3. Juli 2009 15:00 Uhr | Strafen: 3×                         | Spielbericht | Strafen: 3× 4×            | Hala Čair, Niš Zuschauer: 300 Schiedsrichter: Diana Carmen Florescu, Anamaria Duţă |

#### Spiel um Platz 7
| 5. Juli 2009 10:00 Uhr | Schweden                   | 31:26        | Spanien                                                   | Hala Čair, Niš Zuschauer: 100 Schiedsrichter: Andrej Nowykow, Ruslan Perepilitsy |
| 5. Juli 2009 10:00 Uhr | meiste Tore: Maria Adler 9 | (11:13)      | meiste Tore: Sheila Segura Grau, Rebeca López Martín je 5 | Hala Čair, Niš Zuschauer: 100 Schiedsrichter: Andrej Nowykow, Ruslan Perepilitsy |
| 5. Juli 2009 10:00 Uhr | Strafen: 3× 1×             | Spielbericht |                                                           | Hala Čair, Niš Zuschauer: 100 Schiedsrichter: Andrej Nowykow, Ruslan Perepilitsy |

#### Spiel um Platz 5
| 5. Juli 2009 12:30 Uhr | Ungarn                                        | 35:34        | Niederlande                  | Hala Čair, Niš Zuschauer: 300 Schiedsrichter: Bartosz Leszczyński, Marcin Piechota |
| 5. Juli 2009 12:30 Uhr | meiste Tore: Eszter Tóth, Kinga Klivinyi je 8 | (16:18)      | meiste Tore: Lois Abbingh 11 | Hala Čair, Niš Zuschauer: 300 Schiedsrichter: Bartosz Leszczyński, Marcin Piechota |
| 5. Juli 2009 12:30 Uhr | Strafen: 3× 4×                                | Spielbericht | Strafen: 3× 2×               | Hala Čair, Niš Zuschauer: 300 Schiedsrichter: Bartosz Leszczyński, Marcin Piechota |

## Torschützenliste
| Platz | Spieler        | Team     | Tore |
| ----- | -------------- | -------- | ---- |
| 1.    | Xenija Milowa  | Russland | 57   |
| 2.    | Kinga Klivinyi | Ungarn   | 55   |
| 3.    | Eliza Buceschi | Rumänien | 51   |

## All-Star-Team
| Orsolya Tóth |                      | Sabrina Abdellahi |                 | Anne Mette Pedersen |
|              | Lara González Ortega |                   | Louise Burgaard |                     |
|              |                      | Anna Wjachirewa   |                 |                     |
|              |                      | Cecilie Greve     |                 |                     |

Beste Abwehrspielerin: África Sempere Herrera 